# Pina Renzi
Pour les articles homonymes, voir Renzi.
Pina Renzi, née Giuseppina Renzi à Morciano di Romagna le 16 décembre 1901 et morte à Riccione le 13 juillet 1984, est une actrice italienne.

## Biographie
Pina Renzi débute au théâtre comme jeune actrice en 1926 dans la compagnie de Luigi Carini (it), puis avec Mario Mattoli dans les spectacles « Za-Bum », puis avec Anna Magnani dans la Compagna di riviste mise en scène par Michele Galdieri (it).
En 1944, elle rejoint les productions de Garinei et Giovannini, puis Nino Besozzi dans Cantachiaro 2.
Elles est aussi active à la radio tant dans la prose de l'EIAR puis de la RAI que dans les émissions de variétés où elle joue souvent des rôles en dialecte lombard.
Elle fait ses débuts au cinéma en 1933 dans Non son gelosa de Carlo Ludovico Bragaglia et a également une brève expérience à la télévision. Elle est apparue dans 56 films entre 1933 et 1959. Elle a également réalisé un film, Cercasi bionda bella presenza, en 1942. 

## Filmographie partielle
- 1933 : La segretaria per tutti d'Amleto Palermi
- 1933 : Je vous aimerai toujours ( T'amerò sempre) de Mario Camerini
- 1933 : Non son gelosa de Carlo Ludovico Bragaglia
- 1938 : Per uomini soli de Guido Brignone
- 1938 : Il suo destino d'Enrico Guazzoni
- 1939 : Eravamo sette sorelle de Nunzio Malasomma
- 1939 : Ai vostri ordini, signora de Mario Mattoli
- 1940 : Madeleine, zéro de conduite de Vittorio De Sica
- 1940 : Una famiglia impossibile de Carlo Ludovico Bragaglia
- 1943 : Gli ultimi filibustieri de Marco Elter
- 1951 : Les nôtres arrivent (Arrivano i nostri) de Mario Mattoli
- 1951 : Accidenti alle tasse!! de Mario Mattoli
- 1952 : Heureuse Époque (Altri tempi - Zibaldone n. 1) d'Alessandro Blasetti
- 1953 : Pattes de velours de Claudio Gora
- 1958 : Épouses dangereuses (Mogli pericolose) de Luigi Comencini